# On a Carousel
On a Carousel är en poplåt som lanserades av The Hollies 1967. Den kom att bli en singelhit i flera olika länder. Låten skrevs av gruppmedlemmarna Allan Clarke, Graham Nash och Tony Hicks. För första gången kunde Graham Nash höras som huvudsångare, även om det bara var i första versen. Det är en lätt popkomposition som liknar ett kärleksförhållande vid en tur med en karusell som går upp och ner, och hur huvudpersonen försöker hänga med. Singelns b-sida "All the World Is Love" var en första vink om att The Hollies snart skulle intressera sig för psykedelisk musik.
Låten släpptes ursprungligen endast på singel och togs aldrig med på något studioalbum med gruppen. I USA var det gruppens sista singel på bolaget Imperial Records innan gruppens musik började släppas på Epic Records. Den har senare varit med på flera samlingsskivor med gruppen.

## Listplaceringar
| Lista (1967)   | Position               |
| -------------- | ---------------------- |
| Australien     | 14 (Go Set)            |
| Danmark        | 13 (DR "Top 20")       |
| Finland        | 25                     |
| Irland         | 5                      |
| Kanada         | 7 (RPM)                |
| Nederländerna  | 16                     |
| Norge          | 10 (VG-lista)          |
| Nya Zeeland    | 3 (NZ Listner)         |
| Storbritannien | 4                      |
| Sverige        | 2 (Kvällstoppen)       |
| Sverige        | 1 (Tio i topp)         |
| USA            | 11 (Billboard Hot 100) |
| Vallonien      | 41                     |
| Västtyskland   | 8                      |